# 1501 en littérature
| Années de la littérature : 1498 - 1499 - 1500 - 1501 - 1502 - 1503 - 1504    |
| Décennies de la littérature : 1470 - 1480 - 1490 - 1500 - 1510 - 1520 - 1530 |

Cet article présente les faits marquants de l'année 1501 en littérature.

## Évènements

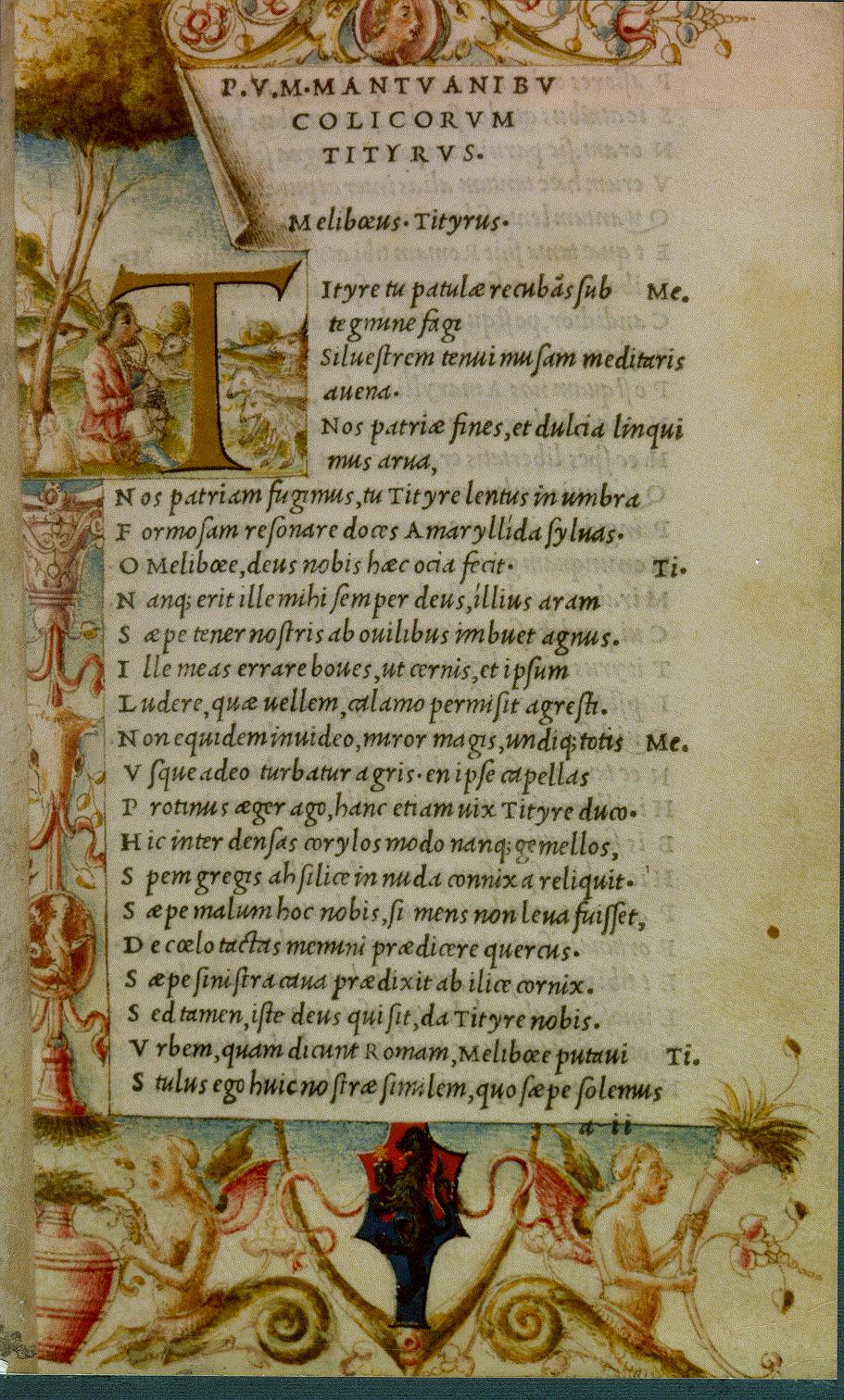
L'édition des œuvres de Virgile en 1501, première utilisation de litalique

- Avril : Aldo Manuce (1449-1515), imprimeur vénitien, utilise pour la première fois l'italique pour une édition des œuvres de Virgile[1].

- Thomas More, homme de loi proche des humanistes loge chez les Chartreux de Londres ; il renonce en 1504 à la vie monacale et entre au Parlement en 1512[2].
- Isaac Abravanel (1437-1508), écrit à Monopoli les Mif’alot Elohim (« Les Actes de Dieu »), un ouvrage philosophique sur la Création et Dialoghi d'amore  (« Dialogues d’amour »)[3], publiés après sa mort à Rome en 1535 par Mariano Lenzi sur les presses d'Antonio Blado[4].

- Giovanni Pontano (1429-1503) compose Aegidius le dernier de ses cinq dialogues latins, après Charon (1467) Antonius (vers 1482), Asinus (vers 1488) et Actius (1499)[5]. Ils connaissent sept éditions publiées entre 1501 et 1520[6]. Entre 1500 et 1501 Pontano rédige De fortuna, un traité philosophique[7]. Entre 1501 et 1502 il compose son poème De hortis Hesperidum, une géorgique sur les jardins d’agrumes publié à Venise en 1505 chez Alde Manuce[8].

## Parutions
- 15 mai: Harmonice Musices Odhecaton une anthologie de chansons profanes, publiée par Ottaviano Petrucci à Venise, premier livre de musique imprimé[9].

- Rédaction de Judita (en), de Marko Marulić, ouvrage fondateur de la littérature croate, publié en 1521[10].

## Naissances
- Maurice Scève, poète français, mort vers 1564.

## Décès
- 3 janvier : Mir Alisher Navoï, philosophe et poète perso-ouzbek de langue tchaghataï au temps de la Renaissance timouride, né en 1441.
- Jean Michel, auteur dramatique français, né vers 1435.